# Ribeira Funda (Horta)
A localidade da Ribeira Funda situa-se na freguesia dos Cedros. No lugar de Ribeira Funda existe uma capela dedicada a Nossa Senhora de Fátima, foi totalmente construída em basalto entre 1948 e 1950. Foi construída por vontade popular dadas as distâncias que eram necessárias percorrer para se chegar à igreja mais próxima. É o local de concentração dos romeiros da ilha. Todos os anos caminha da Cidade da Horta a peregrinação em louvor de Nossa Senhora de Fátima. Do miradouro da Costa Brava localizado no alto da falésia a 320 metros do fundo da ribeira que lá se localiza pode-se usufruir de um belo panorama.